# Karel Kunc
Karel (tudi Karol) Kunc, slovenski matematik, fizik in pisec učbenikov za matematiko in fiziko, * 27. februar 1879, Novo mesto, † 2. april 1950, Ljubljana.
Leta 1905 je diplomiral na dunajski univerzi. Matematiko in fiziko je poučeval na srednjih šolah v Novem mestu in Ljubljani. Napisal je več učbenikov za pouk matematike in fizike : Aritmetika za I., II. in II. razred srednjih šol (1928); Aritmetika in algebra za III. in IV. razred srerdnjih šol (1931); Aritmetika in algebra za V. in Vi. razred srednjih šol (1932); Aritmetika in algebra za VII. razred srednjih šol (1934); Aritmetika in algebra za VIII. razred srednjih šol (1939); Fizika za nižje razrede srednjih šol (1929) ter Zbirko obrazcev iz matematike in fizike za srednje šole (1933). 